# Confessions (album de Philippe Katerine)
 (avril 2021).
Si vous disposez d'ouvrages ou d'articles de référence ou si vous connaissez des sites web de qualité traitant du thème abordé ici, merci de compléter l'article en donnant les références utiles à sa vérifiabilité et en les liant à la section « Notes et références ».
Pour les articles homonymes, voir Confession (homonymie).
Albums de Philippe Katerine
Le Film
(2016) Zouzou
(2024)
Singles
1. Stone avec toi
Sortie : 20 septembre 2019
2. 88% (feat. Lomepal) / Blond (avec Gérard Depardieu) / Bonhommes
Sortie : 10 octobre 2019
3. Duo (avec Angèle et Chilly Gonzales)
Sortie : 12 février 2020
4. Aimez-moi
Sortie : 1er décembre 2020

Confessions est le 14e album studio du chanteur français Philippe Katerine, sorti en 2019.

## Histoire
Philippe Katherine aborde dans cet album plusieurs sujets de société : « cet album mélange des sujets piochés dans les chaînes télévisées d’information en continu et mon journal intime de la crise de la cinquantaine ». Il y parle notamment du racisme (sur Blond) et de l'homophobie (sur 88 %). L'album présente également plusieurs allusions au sexe, la pochette de l'album étant un montage de l'artiste grimé d'un pénis à la place du nez.

## Chansons de l'album
| No  | Titre                                | Durée |
| --- | ------------------------------------ | ----- |
| 1.  | BB Panda                             | 3:39  |
| 2.  | Stone avec toi                       | 3:47  |
| 3.  | KesKesséKçetruc ? (avec Camille)     | 2:47  |
| 4.  | KesKesséKçetruc ? 2 (avec Camille)   | 1:28  |
| 5.  | La converse avec vous                | 3:41  |
| 6.  | Malaise                              | 3:19  |
| 7.  | Blond (avec Gérard Depardieu)        | 2:39  |
| 8.  | Bonhommes                            | 2:33  |
| 9.  | Aimez-moi                            | 4:17  |
| 10. | Duo (Intro)                          | 0:21  |
| 11. | Duo (avec Angèle et Chilly Gonzales) | 3:58  |
| 12. | 88% (feat. Lomepal)                  | 3:21  |
| 13. | Une journée sans (avec Clair)        | 2:55  |
| 14. | Point noir sur feuille blanche       | 1:54  |
| 15. | La clef (avec Oxmo Puccino)          | 3:35  |
| 16. | Raphaël 1965-1989                    | 3:18  |
| 17. | Bof Génération (avec Dominique A)    | 3:00  |
| 18. | Rêve affreux                         | 2:05  |
| 19. | Rêve heureux (avec Léa Seydoux)      | 1:04  |
| 20. | Madame De                            | 3:54  |

## Distinctions
- Victoires de la musique 2020
  - Artiste masculin de l'année : Philippe Katerine (remportée)
  - Album de l'année : Confessions (nomination)
  - Chanson originale de l'année : Stone avec toi (nomination)